# Birgit Dankert

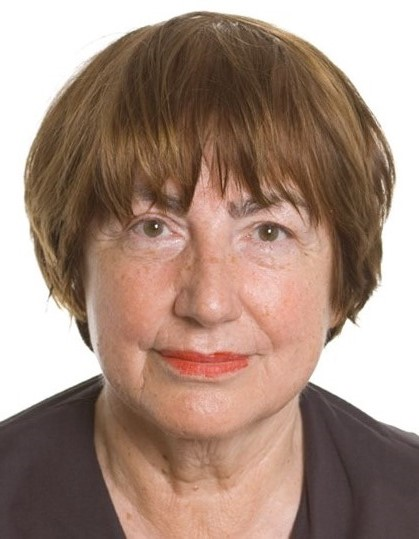
Birgit Dankert 2016

Birgit Dankert (geborene Nick, * 30. Januar 1944 in Mühltroff) ist eine deutsche Bibliotheks- und Informationswissenschaftlerin.

## Leben
Dankert besuchte die Volksschule im westfälischen Borghorst und das Gymnasium Arnoldinum in Steinfurt, wo sie 1964 das Abitur ablegte. Sie studierte Deutsche Literaturwissenschaft, Kunstgeschichte, Philosophie und Publizistik an der Universität Münster und der Universität Tübingen (Abschluss Magister artium 1969). Anschließend absolvierte sie ein Zweitstudium der Bibliothekswissenschaft an der damaligen Fachhochschule Hamburg (Abschluss: Diplom-Bibliothekarin 1971).
Ihre berufliche Laufbahn begann Dankert als Lektorin und Projektleiterin in der Büchereizentrale Flensburg, einer seinerzeit vom Deutschen Grenzverein, den Gebietskörperschaften und dem Land Schleswig-Holstein finanzierten Organisationszentrale für die öffentlichen Bibliotheken kreisangehöriger Städte in Schleswig-Holstein. Von 1981 bis zu ihrer Emeritierung 2007 lehrte sie als Professorin am Fachbereich Bibliothekswesen der Fachhochschule Hamburg (heute: Hochschule für Angewandte Wissenschaften Hamburg); von 1992 bis 1994 war sie Sprecherin des Fachbereiches.
Zwischenzeitlich wurde sie 1996 als Leiterin der Stiftung Hamburger Öffentliche Bücherhallen berufen. Aufgrund vom Hamburger Senat geforderter drastischer Einsparungen mit dem Ziel der Schließung von zahlreichen Bücherhallen in den Hamburger Stadtteilen kam es zu fachlichen Meinungsverschiedenheiten. In der Folge trat sie vier Monate später zurück.
Neben ihrer Lehrtätigkeit nahm Dankert seit 1973 zahlreiche bibliotheks- und kulturpolitische Ämter wahr: So war sie unter anderem
- Vorsitzende des Arbeitskreises für Jugendliteratur / IBBY-Sektion Bundesrepublik Deutschland (1978–1982)
- Ausschussmitglied im Weltverband IFLA (1977–1989)
- Mitglied und Vorsitzende im Beirat „Bibliotheken, Mediotheken“ des Goethe-Instituts (1983–2000)
- Vorsitzende des Vereins der Bibliothekare an Öffentlichen Bibliotheken (1986–1992)
- Mitglied der Bund-Länder-Arbeitsgruppe zur Integration des deutsch-deutschen Bibliothekswesens nach der Wiedervereinigung (1990–1992)
- Secretary des europäischen Bibliotheksverbandes EBLIDA (1992–1997)
- Sprecherin der Bundesvereinigung Deutscher Bibliotheksverbände (1994–2000)
- Vorsitzende der Gesellschaft der Freunde der Staats- und Universitätsbibliothek Hamburg (2009–2015).

Seit 1969 veröffentlicht Dankert Fachbeiträge zur Bibliothekswissenschaft, Kulturpolitik, Kinder- und Jugendliteratur und ihre bibliothekarische Vermittlung, darüber hinaus schreibt sie seit 1985 Rezensionen in der Wochenzeitung Die Zeit.

## Auszeichnungen
Dankert erhielt 2005 die Karl-Preusker-Medaille für ihr bibliothekarisches Lebenswerk.

## Jurymitgliedschaften
- Deutscher Jugendliteraturpreis
- LUCHS
- Deutscher Sachbuchpreis
- Rattenfänger-Literaturpreis der Stadt Hameln
- Kinder- und Jugendbuchpreis der Stadt Oldenburg
- Peter Härtling-Preis für Kinder- und Jugendliteratur
- Die besten 7
- Hans Christian Andersen Preis

## Veröffentlichungen

### Monografien (Auswahl)
- Michael Ende. Uveznen ve fantazii. Brno, Nakladalelstvi 2025. In tschechischer Sprache. ISBN 978-80-7325-597-8
- Astrid Lindgren: Eine lebenslange Kindheit. In russischer Sprache. Moskau, Molodaya gvardiya 2021. ISBN 978-5-235-04421-0
- Michael Ende: Gefangen in Phantásien. Lambert Schneider, Heidelberg 2016, ISBN 978-3-650-40122-9.
- Wie Wissen entsteht. Fachliteratur zur Kinder- und Jugendliteratur 2005 bis 2014. Eine kommentierte Auswahlbibliographie. Hannover: Gottfried Wilhelm Leibniz Bibliothek 2014, 86 S. (Lesesaal, 40.)
- Astrid Lindgren. Eine lebenslange Kindheit. Darmstadt: Lambert Schneider 2013.
- Der Literaturpreis LUCHS. 25 Jahre Kinder- und Jugendliteratur in der ZEIT – eine Dokumentation. Berlin: bibspider 2011. 248 S., ISBN 978-3-936960-59-4.
- Leidenschaft und Disziplin. Kirsten Boies Kinder- und Jugendbücher 1985–2010. Hrsg. Birgit Dankert. BibSpider Berlin 2010, 185 S.
- „Wer ist diese Frau?“ Annäherung an Leben und Werk Astrid Lindgrens. Hannover: Gottfried Wilhelm Leibniz Bibliothek 2009, 61 S. (Lesesaal, Heft 29.)
- Literatur vor dem Richter. Hrsg. von Birgit Dankert und Lothar Zechlin, Nomos-Verlagsgesellschaft, Baden-Baden 1988, 362 S.

### Rezensionen, Beiträge, Lexikonartikel und Empfehlungslisten
- Publikationen von Birgit Dankert Aktuelle Liste von Rezensionen, Beiträge und Lexikonartikel

Von Dankert publizierte Datenbanken
- Astrid Lindgren Primärliteratur und Medien.
- Astrid Lindgren Fachliteratur.
- Datenbank Kirsten Boie Primärliteratur und Medien.
- Datenbank Kirsten Boie Fachliteratur.
- Michael-Ende-Forschungsarchiv
- Sesam2050 – deutschsprachige Fachliteratur ab Erscheinungsjahr 1945 zur internationalen Kinder- und Jugendliteratur und ihrer Vermittlung [Zotero-Gruppe]
- Sesam2050 - deutschsprachige Fachliteratur ab Erscheinungsjahr 1945 zur internationalen Kinder- und Jugendliteratur und ihrer Vermittlung [eigenständige Suchmaschine]